# Мухийдин, Азиз Аббес
Азиз Аббес Мухийдин (итал. Aziz Abbes Mouhiidine; род. 6 октября 1998, Солофра, провинция Авеллино, регион Кампания, Италия) — итальянский боксёр-любитель, марокканского происхождения, выступающий в тяжёлой весовой категории.
Член национальной сборной Италии, двукратный серебряный призёр чемпионата мира (2021, 2023), чемпион Европейских игр (2023), чемпион Европы (2022), чемпион ЕС (2018), двукратный чемпион Средиземноморских игр (2018, 2022), бронзовый призёр чемпионата Европы среди молодёжи U-22 (2017), многократный победитель и призёр международных и национальных турниров в любителях.

## Биография
Азиз Аббес Мухийдин родился 6 октября 1998 года в городе Солофра, в провинции Авеллино, в регионе Кампания, в Италии.
Но при этом его арабское имя «Азиз» и его фамилия происходящая от арабского имени «Мухйиддин» — указывают на арабское происхождение его семьи, пришедшей в Европу скорее всего из Северной Африки. Его отец имеет марокканское происхождение, чтобы получить образование инженера, он переехал в Италию, где познакомился с Эмилианой Витальоне.

## Любительская карьера

### 2016—2017 годы
В ноябре 2016 года участвовал в Молодёжном чемпионате мира в Санкт-Петербурге (Россия), в весовой категории свыше 91 кг. Где он сначала техническим нокаутом во 2-м раунде победил хорвата Лучиано Косича, затем по очкам победил шотландца Митчелла Бартона, но в четвертьфинале по очкам проиграл американцу Ричарду Торресу, — который в итоге стал бронзовым призёром этого чемпионата мира.
В марте 2017 года стал бронзовым призёром на молодёжном чемпионата Европы (19—22 лет) в Брэила (Румыния). Где он в 1/8 финала соревнований по очкам (5:0) победил армянина Гюргена Оганесяна, затем в четвертьфинале по очкам (5:0) победил турка Эрена Узуна, но в полуфинале досрочно нокаутом в 1-м раунде проиграл австрийцу Александару Мраовичу, — который в итоге стал серебряным призёром молодёжного чемпионата Европы 2017 года.

### 2018—2019 годы
В июне 2018 года стал чемпионом Средиземноморских игр в городе Таррагона (Испания) в весе до 91 кг. Там он последовательно по очкам победил сирийца Алаа Элдина Госсуна, затем турка Бурака Аксына, и в финале по очкам победил хорвата Тони Филипи.
В ноябре 2018 года в Вальядолиде (Испания) стал чемпионом на чемпионате Европейского союза, в финале опять по очкам победив хорвата Тони Филипи.
В июне 2019 года участвовал в Европейских играх в Минске (Белоруссия), в категории до 91 кг, где он в 1/8 финала соревнований по очкам (5:0) победил немца Ойгена Вайгеля, но в четвертьфинале со счётом 0:5 проиграл россиянину Муслиму Гаджимагомедову, — который в итоге стал чемпионом Европейских игр 2019 года.

### 2021 год
В начале июня 2021 года в Париже (Франция), в четвертьфинале Европейского Олимпийского квалификационного турнира по очкам (0:5) проиграл российскому боксёру Муслиму Гаджимагомедову, и не смог пройти квалификацию на Олимпийские игры в Токио.
В начале ноября 2021 года в Белграде (Сербия), стал серебряным призёром чемпионата мира в категории до 92 кг. Где в 1/16 финала победил по очкам (5:0) хорвата Тони Филипи, в 1/8 финала победил по очкам (5:0) эквадорца Хулио Кастильо, в четвертьфинале победил по очкам (5:0) индийца Санджит Санджита, в полуфинале в конкурентном бою по очкам (4:1) победил кубинца выступающего за Испанию Энмануэля Рейеса, но в финале по очкам (1:4) в конкурентном бою проиграл знаменитому кубинцу Хулио Сесару Ла Крусу.

### 2022 год
В феврале 2022 года участвовал в престижном международном турнире «Странджа» проходившем в Софии (Болгария), но в 1/8 финала, в конкурентном бою по очкам раздельным решением судей проиграл кубинцу выступающему за Испанию Энмануэлю Рейесу.
В мае 2022 года стал чемпионом Европы в Ереване (Армения), в весе до 92 кг. Где он в четвертьфинале по очкам победил грузина Георгия Чигладзе, в полуфинале по очкам победил англичанина Льюиса Уильямса, и в финале по очкам вновь победил кубинца выступающего за Испанию Энмануэля Рейеса.
В июле 2022 года второй раз стал чемпионом Средиземноморских игр в городе Оран (Алжир) в весе до 91 кг. Там он последовательно по очкам победил испанца Энмануэля Рейеса, затем грека Вагкана Нанитцаняна, и в финале по очкам победил алжирца Моха Саида Хамани.

### 2023 год
В феврале 2023 года стал победителем международного турнира на призы короля Марокко Мухаммеда VI в Марракеше (Марокко), где он в полуфинале по очкам опять победил опытного испанца Энмануэля Рейеса, а в финале — в конкурентном бою по очкам победил знаменитого кубинца Хулио Сесара ла Круса.
В октябре 2023 года, в Будве (Черногория) стал серебряным призёром Кубка Европы EUBC Cup 2023, где он в четвертьфинале по очкам со счётом 5:2 победил опытного испанца Энмануэля Рейеса, в полуфинале по очкам со счётом 4:1 победил россиянина Рамазана Ханапиева, но в финале не вышел на бой против армянина Нарека Манасяна.